# Mary Poppins se vrací
Mary Poppins se vrací (v anglickém originále Mary Poppins Returns) je americký muzikálový fantasy film z roku 2018, jehož režie se ujal Rob Marshall a scénáře David Magee. Film je inspirován knižní sérií Mary Poppins od autora PL Travers. Je pokračováním filmu Mary Poppins (1964). Hlavní role hrají Emily Bluntová, Lin-Manuel Miranda, Ben Whishaw, Emily Mortimer, Julie Waltersová, Dick Van Dyke, Angela Lansburyová, Colin Firth a Meryl Streep.
Film vydělal více než 349 milionů dolarů po celém světě a obdržel spíše pozitivní recenze od kritiků, kteří chválili herectví (zejména Blunt), režii, hudební skóre, hudební čísla, kostýmní design, produkci, vizuální efekty. Film byl vybrán jak National Board of Review, tak i Americkým filmovým institutem jako jeden z deseti nejlepších filmů v roce 2018. Získal čtyři nominace na Zlatý glóbus, devět na cenu Critics' Choice Movie Awards, tři na Filmovou cenu Britské akademie, nominaci na cenu Screen Actors Guild Awards a čtyři nominace na Oscara.

## Obsazení

### Hrané role
- Emily Bluntová jako Marry Poppins
- Lin-Manuel Miranda jako Jack
- Ben Whishaw jako Michael Banks
- Emily Mortimer jako Jane Banks
- Julie Waltersová jako Ellen
- Pixie Davies jako Annabel Banks
- Nathanael Saleh jako John Banks
- Joel Dawson jako Georgie Banks
- Colin Firth jako William Wilkins
- Meryl Streep jako Topsy
- David Warner jako admirál Boom
- Jim Norton jako pan Binnacle
- Jeremy Swift jako Hamilton Gooding
- Kobna Holdbrook-Smith jako Templeton Frye
- Angela Lansburyová jako prodejce balónků
- Dick Van Dyke jako pan Dawes Jr.
- Noma Dumezweni jako slečna Penny Farthing
- Sudha Bhuchar jako slečna Larková
- Steve Nicolson jako ochranka parku
- Tarik Frimpong jako Angus

### Hlasové role
- Edward Hibbert jako Mary Poppins deštník
- Chris O'Dowd jako Séamus, pes
- Mark Addy jako Clyde, kůň

## Přijetí

### Tržby
Film vydělal 172 milionů dolarů ve Spojených státech a Kanadě a 177,5 milionů dolarů v dalších oblastech, celkově tak vydělal přes 349,5 milionů dolarů po celém světě. Rozpočet filmu činil 130 milionů dolarů.
Za první promítací víkend byl projektován výdělek v USA a Kanadě 49–51 milionů dolarů. Film nakonec vydělal 23,5 milionů dolarů.

### Recenze
Na recenzní stránce Rotten Tomatoes film získal z 344 kritik 79 procent s průměrným hodnocením 7,25 z 10. Na stránce Metacritic film získal 66 bodů ze 100, založených na 54 kritikách. Publikum oslovené CinemaScore dalo filmu známku 1- na škále 1+ až 5. Na Česko-Slovenské filmové databázi si snímek drží 58 procent vypočtených z 900 hodnoceních.